# Elecciones presidenciales de Colombia de 1898
En 1898 se realizaron en Colombia elecciones de Presidente de la República para el periodo 1898-1904. Por disposición de la Constitución de 1886, la elección debía realizarse mediante sufragio indirecto, es decir que el presidente resultaría elegido por un colegio electoral conformado en proporción de uno por cada mil habitantes, el cual fue elegido a finales de 1897.

## Candidatos
Las elecciones de 1898 se realizaron en un tenso ambiente de crisis política y polarización. Por un lado se encontraba el sector del conservatismo agrupado en el Partido Nacional, grupo gobernante, al cual se le oponían el conservatismo tradicional o "histórico" y el Partido Liberal, marginado del gobierno al ser derrotado en dos guerras civiles (1884 y 1895) y del Congreso mediante maniobras de fraude.

### Los nacionalistas
El presidente Miguel Antonio Caro, al encontrarse inhabilitado para aspirar como candidato, se apoyó en las figuras de Manuel Antonio Sanclemente para presidente y José Manuel Marroquín para la Vicepresidencia, buscando mantener en el poder a los conservadores nacionalistas y darle continuidad al régimen de la Regeneración.

### Los liberales
A su vez, los liberales con Miguel Samper y Foción Soto intentaron conciliar las dos corrientes que en ese momento surgieron en su partido: una partidaria de conciliar con el gobierno, representada en Samper, y la otra más inclinada a promover una insurrección armada contra la Regeneración, defendida por Soto y otros líderes del partido como Rafael Uribe Uribe.

### Los conservadores
Tanto la candidatura liberal como la del General Rafael Reyes, promovida por algunos conservadores históricos, proponían la promoción de reformas políticas y fiscales que cesaran el ambiente de polarización que vivía el país.

## Resultados
| Candidato a presidente     | Candidato a vicepresidente | Partido o movimiento  | Votos |
| -------------------------- | -------------------------- | --------------------- | ----- |
| Manuel Antonio Sanclemente | José Manuel Marroquín      | Nacionalista          | 1.606 |
| Miguel Samper Agudelo      | Foción Soto                | Liberal               | 318   |
| Rafael Reyes Prieto        |                            | Conservador histórico | 121   |

## Consecuencias
El hecho de que los votos para Sanclemente quintuplicaran los recibidos por la fórmula Samper-Soto, desencadenó protestas sobre un posible fraude electoral, entre las que se destacaron las hechas por el intelectual conservador Carlos Martínez Silva, quien aseguró en un discurso que el electorado liberal comprendía al menos la mitad del país.
Estas denuncias tuvieron acogida dentro del liberalismo, especialmente en los sectores partidarios a combatir al gobierno mediante las armas. Esta fue una de las justificaciones que al año siguiente dieron lugar a la Guerra de los Mil Días.
En medio de este conflicto, en julio de 1900, Sanclemente fue depuesto en un golpe de Estado dirigido por el vicepresidente José Manuel Marroquín y apoyado por algunos conservadores históricos.

## Fuente
- Colombia: elecciones presidenciales 1826-1990